# Matiacoali
Matiacoali è un dipartimento del Burkina Faso classificato come comune, situato nella provincia di Gourma, facente parte della Regione dell'Est.
Il dipartimento si compone del capoluogo e di altri 37 villaggi: Bankartougou, Boadeni, Boaligou, Boulgou, Boulgou-Peulh, Boulmoangou, Boutouanou, Dagou, Datougou, Doufouanou, Gaboali, Gninfoagma, Igori, Kankantiana, Kouyargou, Mantiabdjoaga-Gourmantché, Mantiabdjoaga-Peulh, Nagnoundougou, Nakortougou, Nassougou, Niapani, Zanetti, Oubrinou, Ougarou, Ourkouagou, Ouro-Aou, Ouro-Séni, Piega-Gourt, Piega-Peulh, Pognikouli, Sangbanou, Soam, Tankimbo, Tankpétou, Tiassiery, Yendjoaga-Gourmantché e Yéritagui.